# Lepturginus tigrellus
Lepturginus tigrellus är en skalbaggsart som först beskrevs av Bates 1874.  Lepturginus tigrellus ingår i släktet Lepturginus och familjen långhorningar.
Artens utbredningsområde är:
- Belize.
- Guatemala.
- Nicaragua.

Inga underarter finns listade i Catalogue of Life.